# Волович, Евстафий (епископ)
Евста́фий Воло́вич (бел. Яўстах Валовіч, пол. Eustachy Wołłowicz, лит. Eustachijus Valavičius; 1572 — 19.01.1630, Вильна) — религиозный и церковный деятель Речи Посполитой, епископ виленский с 1616 года, меценат и библиофил.

## Биография
Сын Ивана Воловича, маршалка литовского. Брат Андрея, хорунжего великого литовского.
Учился в Академии и университете виленском, затем в Падуанском университете и Римском университете.
Каноник виленский (1592), кантор виленского Кафедрального собора (1597), настоятель троцкий 1600, референдарий литовский (1600—1615). С 1605 года служил в королевской канцелярии. Во время рокоша Зебжидовского (бунт шляхты против короля в 1606—1609 годах) стал на сторону Сигизмунда III Вазы и от его имени вёл переговоры с мятежниками.
Подканцлер литовский (1615—1618), с 18 мая 1616 года до своей смерти епископ виленский. Рукоположил Андрея Боболю, ставшего известным проповедником и причисленного к лику святых католической церкви.
Был крупным меценатом. Руководил восстановлением виленского Кафедрального собора после пожара 1610 года. Заботился об учреждении в Академии и университете виленском факультетов права и медицины. Основал на собственные средства больницу Святых Никодима и Иосафата в Вильне.
Похоронен в Королевской часовне (иначе капелла Воловичей) вильнюсского Кафедрального собора, перестроенной и украшенной его стараниями.

## Библиотека

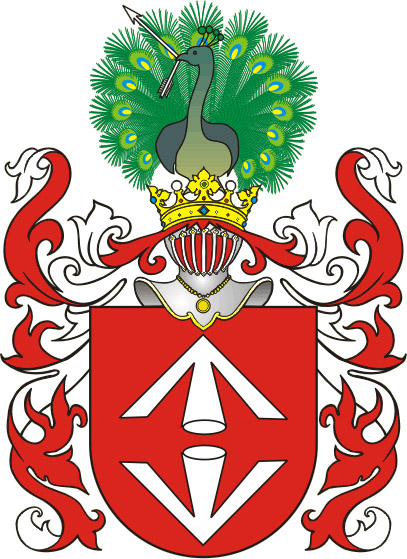
Герб Воловичей «Богория»

Собрал ценную личную библиотеку, которая включала труды гуманистов, философскую и богословскую литературу, географические описания. Большинство книг было приобретено в путешествиях по странам Европы. Многие из с посвящениями авторов и отпечатаны в лучших печатнях Европы (Плантенов, Эльзевиров).
Книги Воловича переплетены в кожу коричневого цвета или светлый пергамент и отмечены оттиснутым суперэкслибрисом с изображением герба Воловичей и буквами EW. После 1616 года суперэкслибрис содержал изображения только герба и епископских регалий. Свои книги Волович завещал библиотеке Академии и университета виленского; предполагается, что не все они туда попали, так как Виленский капитул отказался их передавать. Отдельные книги из собрания епископа Воловича в настоящее время хранятся в Библиотеке Вильнюсского университета, Библиотеке Академии наук Литвы и других библиотеках.